# 蓮見孝之 まとめて!土曜日
『（蓮見孝之）まとめて!土曜日』（（はすみのりゆき） まとめて!どようび）は、TBSラジオで2017年4月1日から放送されているラジオのニュース番組。

## 概要
この番組では、この1週間に入ってきたニュースや話題を届けるニュース番組である。

## TBSラジオでの放送時間
- 2017年4月1日 - 2018年9月29日：6:00 - 9:00
- 2018年10月6日 - 2021年3月27日・2025年4月5日 - 現在：7:00 - 9:00
- 2021年4月3日 - 2025年3月29日：7:00 - 8:45

## 出演者
- パーソナリティ：藤森祥平（TBSテレビアナウンサー兼TBSテレビ報道局ニュースセンター記者・ニュースデスク。元・JNNニューヨーク支局特派員）
- アシスタント：北村まあさ（フリーアナウンサー）
- ゲストコメンテーター（不定期　「まとめて!聞かせて〇〇さん」のコーナーパーソナリティーも兼務）
  - 武田砂鉄（ノンフィクションライター）
  - 西田亮介（社会学者・東京工業大学准教授）
  - 藤城裕之（ジャーナリスト・法政大学教授）
  - 富永京子（社会学者・立命館大学准教授）
  - 古田大輔（ジャーナリスト・メディアコラボ代表）
  - 塚越健司（拓殖大学非常勤講師・スクリーンレス・メディアラボ リサーチ・フェロー）
  - 望月優大（ノンフィクションライター・「ニッポン複雑紀行」編集長）

ほか
- コーナーパーソナリティー
  - 「日本全国8時です」パーソナリティー：生島淳（スポーツジャーナリスト）

### 過去
- パーソナリティ：蓮見孝之（TBSテレビアナウンサー　番組開始-2023年9月30日<実質6月17日　詳細後述>）
- 「大宅映子の辛口コラム」（1988年4月16日 - 2025年3月29日）[1] - 開始時『土曜ニュースプラザ』、終了時当番組の内包番組

### 備考
蓮見は体調不良を理由に、当番組を2023年6月17日放送分から休演。翌週（同月24日）の放送では、医師からの勧めでTBSテレビを休職することが北村から発表された。蓮見の休演中は、番組のタイトルに蓮見の氏名を残したまま、以下の同僚アナウンサーを「パーソナリティ代理」または「アシスタント代理（パーソナリティ代理は北村）」に立てていた。
- 2023年6月17日・8月19日：若林有子
- 2023年6月24日・7月22日：佐々木舞音
- 2023年7月1日・7月8日・7月15日・7月29日・8月12日・9月2日・9月9日・9月16日・9月30日：赤荻歩
- 2023年8月5日：古田敬郷
- 2023年8月26日：伊藤隆佑
- 2023年9月23日：御手洗菜々

もっとも、蓮見が2023年9月をもって当番組を一時的に離脱することが決まったため、同年10月7日放送分からは番組名をパーソナリティーの冠を外した『まとめて!土曜日』に変更。これを機に、藤森が『news23』（蓮見が一時ナレーターを務めていたTBSテレビ制作のJNN平日最終版ニュース）月 - 木曜日のキャスターと並行しながらパーソナリティを務めている。なお、蓮見は2024年1月の復職を機にアナウンス業務を再開しているが、当番組における復職後も、当番組には復帰していないが、TBSテレビ・ラジオのニュースデスクとして、不定期の定時ニュースには出演している。

## タイムテーブル

### 現在（2021年4月から）
7時台
- 7:00 オープニング
- 7:05 ニュースまとめて!一週間（ラジオクラウド・ポッドキャスト配信対象）
- 7:22 交通情報
- 7:25 まとめて!聞かせて（ラジオクラウド・ポッドキャスト配信対象）
- 7:35 大宅映子の辛口コラム
- 7:55 交通情報・天気予報

8時台
- 8:00 日本全国8時です 生島淳まとめて！スポーツ（ラジオクラウド・ポッドキャスト配信対象）
- 8:13 TBSラジオショッピング
- 8:19 交通情報・天気予報
- 8:22 人権TODAY
- 8:30 ニュース・天気予報
- 8:34 まとめて!埼玉応援団!
- 8:42 エンディング（週によってはラジオクラウド・ポッドキャスト配信対象。国会ネタがあるときはTBSラジオの国会担当ニュースデスクが出演することもある）

### 過去
（2018年9月まで）

6時台
- オープニング、天気予報
- ニュースまとめて!一週間
  - 1週間のニュースをヘッドラインでまとめて紹介する[注 3]。
- まとめて!ピックアップ
  - ゲストコメンテーター或いは別の専門家へのインタビュー[注 4]。
- 6:30頃 ヘッドラインニュース
- ゲストコーナー・まとめて!聞かせて（ラジオクラウド配信対象）
  - ゲストが気になっている最近の話題・出来事、さらにはブックレビューなどを行う。
- 6:50頃 交通情報、メッセージ紹介

7時台
- ヘッドラインニュース
- まとめて!ピックアップ
- TBSラジオショッピング
- 交通情報
- 大宅映子辛口コラム
- まとめて!埼玉応援団（2018年9月まで）
- 交通情報・天気予報

8時台
- 話題のアンテナ 日本全国8時です・生島淳のまとめて!スポーツ（ラジオクラウド配信対象）
- 交通情報・天気予報
- 人権TODAY
- 最後にまとめて!（ラジオクラウド配信対象）
  - ニュース、生島淳のスポーツコラム
- 都民ニュース（北村が担当）
- 交通情報
- エンディング
  - 次番組『土曜ワイドラジオTOKYO ナイツのちゃきちゃき大放送』とのクロストーク。

（2018年10月から2021年3月まで）

7時台
- 7:00 オープニング
- 7:05 ニュースまとめて!一週間
- 7:22 交通情報
- 7:25 まとめて!聞かせて
- 7:35 大宅映子の辛口コラム
- 7:55 交通情報・天気予報

8時台
- 8:00 日本全国8時です
- 8:13 ヘッドラインニュース（北村が担当）
- 8:18 交通情報・天気予報
- 8:20 人権TODAY
- 8:28 最後にまとめて!
- 8:34 まとめて!埼玉応援団!
- 8:40 ラジオショッピング
- 8:47 都民ニュース（北村が担当）
- 8:53 交通情報
- 8:56 エンディング
  - 次番組『土曜ワイドラジオTOKYO ナイツのちゃきちゃき大放送』とのクロストーク。

## ネット局

### 現在
| 放送対象地域 | 放送局名         | 放送時間    | 日本全国8時です ネット有無 | 備考   |
| ------------ | ---------------- | ----------- | -------------------------- | ------ |
| 関東広域圏   | TBSラジオ（TBS） | 7:00 - 8:45 | 〇                         | 製作局 |

### 過去
2018年9月まで6時台をネットしていた局
| 放送対象地域   | 放送局名          | 放送時間    | 日本全国8時です ネット有無 | 備考                                                                       |
| -------------- | ----------------- | ----------- | -------------------------- | -------------------------------------------------------------------------- |
| 中京広域圏     | CBCラジオ（CBC）  | 6:00 - 6:30 | ×                          |                                                                            |
| 島根県・鳥取県 | 山陰放送（BSS）   | 6:00 - 6:30 | 〇                         |                                                                            |
| 沖縄県         | 琉球放送（RBC）   | 6:00 - 6:30 | 〇                         |                                                                            |
| 秋田県         | 秋田放送（ABS）   | 6:00 - 6:50 | 〇                         | 「日本全国8時です」は「佐藤有希のあさラテ」の1コーナー扱いとして放送。     |
| 山形県         | 山形放送（YBC）   | 6:00 - 6:50 | 〇                         | 「日本全国8時です」は「安藤勲の土曜は最高MAX!」の1コーナー扱いとして放送。 |
| 新潟県         | 新潟放送（BSN）   | 6:00 - 6:50 | 〇                         |                                                                            |
| 福井県         | 福井放送（FBC）   | 6:00 - 6:50 | 〇                         |                                                                            |
| 香川県         | 西日本放送（RNC） | 6:00 - 6:50 | 〇                         | 土曜日のみ「日本全国8時です」を放送。                                      |
| 山口県         | 山口放送（KRY）   | 6:00 - 6:50 | 〇                         | 最終土曜のみ6:00 - 6:30は「今日もいきいきはつらつ人生」を放送。            |
| 高知県         | 高知放送（RKC）   | 6:00 - 6:50 | 〇                         |                                                                            |
| 大分県         | 大分放送（OBS）   | 6:00 - 6:50 | 〇                         |                                                                            |
| 富山県         | 北日本放送（KNB） | 6:30 - 6:50 | 〇                         |                                                                            |
| 石川県         | 北陸放送（MRO)    | 6:30 - 6:50 | 〇                         |                                                                            |
| 宮崎県         | 宮崎放送（MRT）   | 6:30 - 6:50 | 〇                         |                                                                            |
| 岡山県         | 山陽放送（RSK）   | 6:00 - 7:00 | 〇                         |                                                                            |

- TBSラジオ以外は6時台放送終了時点の放送時間。2018年10月以降は下記局同様、「日本全国8時です」のみをネット（表中○の局）。

### 「日本全国8時です」のみ（8:00 - 8:15）をネットする放送局
| 放送対象地域      | 放送局名                          | 備考                                           |
| ----------------- | --------------------------------- | ---------------------------------------------- |
| 青森県            | 青森放送（RAB）                   |                                                |
| 岩手県            | IBC岩手放送                       |                                                |
| 福島県            | ラジオ福島（RFC）                 |                                                |
| 長野県            | 信越放送（SBC）                   |                                                |
| 静岡県            | 静岡放送（SBS）                   | 「SATURDAY View→N」の1コーナー扱いとして放送。 |
| 和歌山県          | 和歌山放送（WBS）                 |                                                |
| 徳島県            | 四国放送（JRT）                   |                                                |
| 愛媛県            | 南海放送（RNB）                   |                                                |
| 長崎県 （佐賀県） | 長崎放送（NBC） （NBCラジオ佐賀） |                                                |
| 熊本県            | 熊本放送（RKK）                   |                                                |
| 鹿児島県          | 南日本放送（MBC）                 |                                                |